# 劉大實
劉大實（1515年—1587年），字子虛，號受斋，河南汝寧府確山縣民籍山東淄川縣人，明朝政治人物。同進士出身。

## 生平
嘉靖十六年（1537年）丁酉科河南鄉試第四十八名舉人。嘉靖十七年（1538年）戊戌科進士。嘉靖十九年（1540年），授山西高平縣知縣，擢吏部主事，迁文选司郎中，三十三年（1554年）十二月升太仆寺少卿，三十五年三月改任太常寺少卿提督四夷馆，三十六年七月升太僕寺卿，三十七年十二月晋順天府府尹，三十九年九月官至戶部右侍郎，四十年五月升左侍郎，同年十月因推辞赴蓟鎮查摧粮饷，為忌者排擠，閑住罷歸。家居二十年，卒年七十二。朝廷赐祭葬如例。

## 家族
曾祖劉榮；祖父劉鑑；父劉富。母董氏。具庆下。弟大貞、大貫。
子劉渾成、劉竟成，皆進士。